# 山田昭夫
山田 昭夫（やまだ あきお、1928年1月2日 - 2004年9月15日）は、日本近代文学研究者、文芸評論家。
北海道生まれ。北海道大学文学部国文科卒。東京大学大学院修士課程（国文学専攻）修了。中学・高校教諭などを経て、1973年、藤女子大学文学部助教授、のちに教授、1993年、退任。有島武郎を中心に北海道の作家を研究した。 

## 著書・編著

### 著書
- 『有島武郎』明治書院 近代作家叢書 1966
- 『木田金次郎』北海道テレビ社長室 HTBまめほん 1972
- 『有島武郎・姿勢と軌跡』右文書院 1973
- 『伊藤整の一側面』北書房 雪明りの叢書 1975
- 『有島武郎の世界』北海道新聞社 1978

### 編著
- 『素木しづ作品集 その文学と生涯』編 北書房 1970
- 『近代文学資料 有島武郎』内田満共編 桜楓社 1975
- 『鑑賞日本現代文学 第10巻 有島武郎』編 角川書店 1983
- 『本庄陸男全集』全5巻 青山毅,浦西和彦共編 影書房 1993-99